# Una romantica avventura/Fammi sognare
Una romantica avventura/Fammi sognare è un singolo di Lina Termini, pubblicato come singolo 78 giri a 25 cm nel 1941 dalla Cetra).
Il brano sul lato A era già stato pubblicato nella stessa esecuzione l'anno precedente nel disco Una romantica avventura/Macariolita.

## Tracce
1. Una romantica avventura (Orchestra Cetra diretta da Pippo Barzizza) (testo: Gian Bistolfi – musica: Alessandro Cicognini)
2. Fammi sognare (Orchestra della Rivista da Carlo Zeme) (testo: Eugenio Cantoni – musica: Giorgio Somalvico)

## Musicisti
- Lina Termini - voce
- Carlo Zeme - direzione d'orchestra